# 日本橋小舟町
日本橋小舟町（にほんばしこぶなちょう）は、東京都中央区の地名で、旧日本橋区に当たる日本橋地域内である。「丁目」の設定のない単独町名である。住居表示実施済区域。

## 概要
日本橋川にほど近い立地から、物資輸送に大いに利用され、発展した町である。明治時代には界隈に団扇を扱う団扇問屋が多かったことから、旧暦6月10日～13日に開催された当地の天王祭（八雲神社大祭）では神輿に向かって多くの団扇がおひねり代わりに投げられ、団扇天王と呼ばれた。
神田神社境内に所在する「小舟町八雲神社」の祭礼を「小舟町天王祭」として4年に1度行っている（近時では2014年と2018年）。町域に隣接する堀留町公園に仮屋が建てられ、神輿が出される。
中央区が定める正式な英語ローマ字表記は Nihonbashi-kobunacho である。

## 歴史
旧日本橋小舟町の一部を旧日本橋堀留町に譲渡し、現在の形になった。小舟町の名前は、慶長8年の町割があったときには「下舟町」と言っていたものを、享保5年に改めたものという。

## 世帯数と人口
2023年（令和5年）1月1日現在（中央区発表）の世帯数と人口は以下の通りである。
- 世帯数 : 601世帯
- 人口 : 997人

### 人口の変遷
国勢調査による人口の推移。
| 年                 | 人口  |
| ------------------ | ----- |
| 1995年（平成7年）  | 246   |
| 2000年（平成12年） | 219   |
| 2005年（平成17年） | 484   |
| 2010年（平成22年） | 598   |
| 2015年（平成27年） | 787   |
| 2020年（令和2年）  | 1,023 |

### 世帯数の変遷
国勢調査による世帯数の推移。
| 年                 | 世帯数 |
| ------------------ | ------ |
| 1995年（平成7年）  | 99     |
| 2000年（平成12年） | 92     |
| 2005年（平成17年） | 311    |
| 2010年（平成22年） | 360    |
| 2015年（平成27年） | 482    |
| 2020年（令和2年）  | 594    |

## 学区
区立小・中学校に通う場合、学区は以下の通りとなる（2025年4月現在）。
- 区域 : 全域
  - 小学校 : 中央区立日本橋小学校
  - 中学校 : 中央区立日本橋中学校

## 事業所
2021年（令和3年）現在の経済センサス調査による事業所数と従業員数は以下の通りである。
| 町丁         | 事業所数  | 従業員数 |
| ------------ | --------- | -------- |
| 日本橋小舟町 | 402事業所 | 6,410人  |

### 事業者数の変遷
経済センサスによる事業所数の推移。
| 年                 | 事業者数 |
| ------------------ | -------- |
| 2016年（平成28年） | 446      |
| 2021年（令和3年）  | 402      |

### 従業員数の変遷
経済センサスによる従業員数の推移。
| 年                 | 従業員数 |
| ------------------ | -------- |
| 2016年（平成28年） | 7,344    |
| 2021年（令和3年）  | 6,410    |

## 観光
名所・史跡
- 東堀留川跡

## その他

### 日本郵便
- 郵便番号 : 103-0024[3]（集配局 : にほんばし蔵前郵便局[18]）。

### 管轄等
- 中央警察署 - 同町周辺の管轄に当たる。（所在地：日本橋兜町）
- 日本橋消防署 - 同町周辺の管轄に当たる。（所在地：日本橋兜町）